# Gare de Fontaine Michalon
Pour les articles homonymes, voir Gare de Fontaine.
La gare de Fontaine Michalon est une gare ferroviaire française de la ligne de Sceaux, située dans la commune d'Antony (département des Hauts-de-Seine).
C'est une gare de la Régie autonome des transports parisiens (RATP) desservie par les trains de la ligne B du RER.

## Histoire

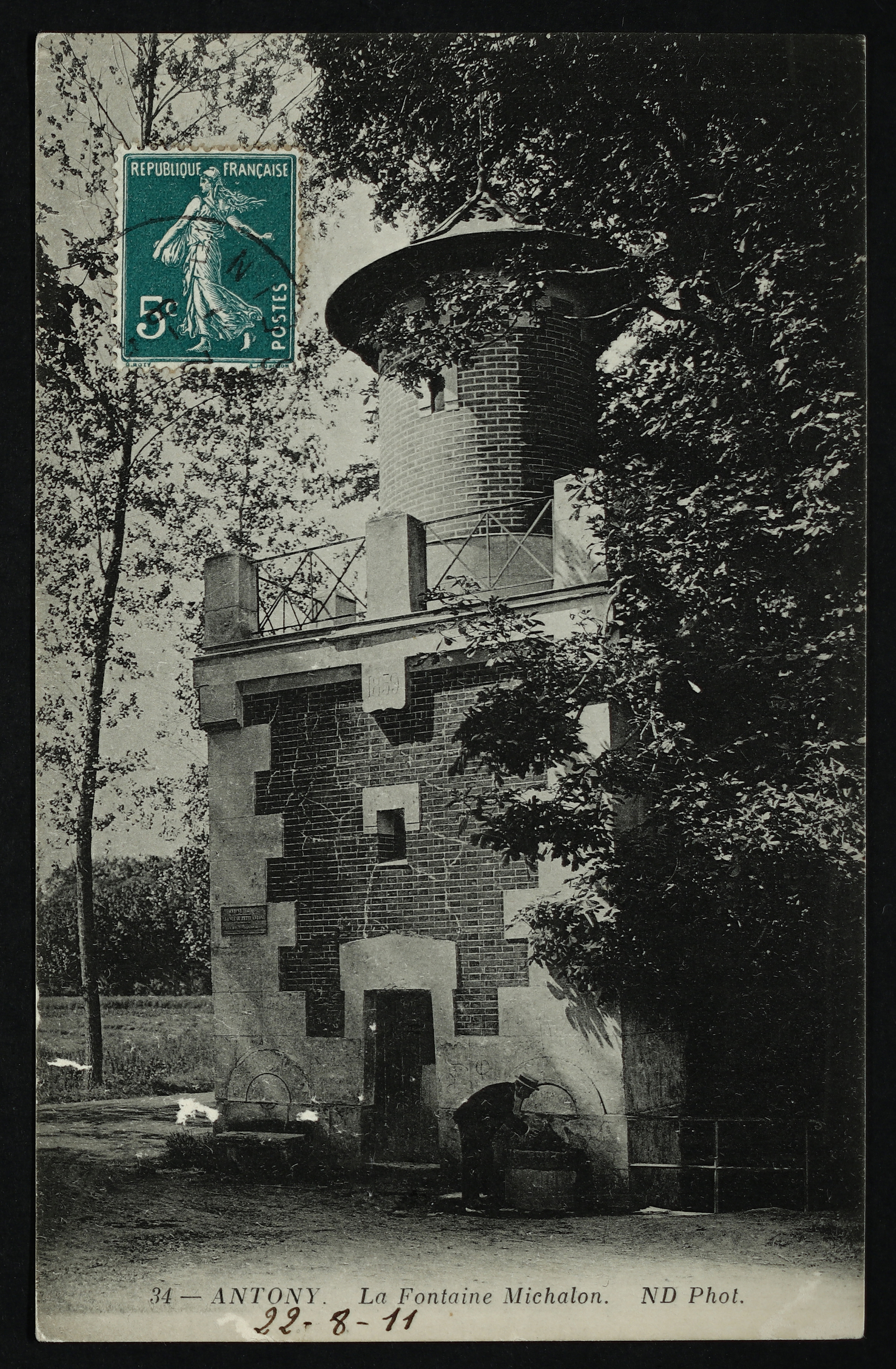
La Fontaine Michalon vers 1900.

La gare est ouverte par la Compagnie du chemin de fer métropolitain de Paris (CMP) sur la ligne de Sceaux dans les années 1930. Elle est inaugurée par la CMP le 1er juillet 1940.
Le nom de « Fontaine Michalon » vient du nom d'un propriétaire, M. Michalon, carrossier au faubourg Saint-Germain à Paris, qui acquit un domaine situé entre la rue Prosper-Legouté, l'avenue Jean-Monnet, la voie ferrée de la ligne de Sceaux, et au-delà de la rue de l'Abreuvoir. Il y aménagea un parc et fit construire un château. Cette demeure fut par la suite l'œuvre sociale Les enfants heureux qui accueillait des enfants ayant des problèmes familiaux
En 1859, M. Michalon fit construire, à environ 300 m au nord de la gare, un édifice connu sous le nom de « fontaine Michalon », accessible à tous, situé à l'angle de la rue Prosper-Legouté et de l'avenue Jean-Monnet, en face de l'école Paul-Bert. Le réservoir, d'une capacité de 11 780 litres, fut démoli en 1929.
En 2019, 731 635 voyageurs sont entrés à cette gare, ce qui la place en 60e position des gares de RER exploitées par la RATP pour sa fréquentation.

## Service des voyageurs

### Desserte
La gare est desservie par les trains de la ligne B du RER.
Aux heures creuses elle est desservie par :
● un train toutes les 15 minutes en direction Aéroport Charles-de-Gaulle 2 TGV ou Massy - Palaiseau
Aux heures de pointe elle est desservie par :
● un train toutes les 12 minutes en direction Aéroport Charles-de-Gaulle 2 TGV ou Orsay-Ville

### Intermodalité
La gare est desservie par la ligne 197 (seulement pour la desserte à horaire spécifique) du réseau de bus RATP, depuis l’arrêt Rue de Massy-Mirabeau, et par la ligne 3 du réseau de bus Vallée Sud Bus.

## À proximité
Aux alentours de la station se situent quelques commerces tels qu'une boulangerie, une boucherie, un salon de coiffure et une maison de la presse. Le parc Heller se trouve à proximité.
Le RER C, dans son parcours sur la ligne de Choisy-le-Roi à Massy - Verrières, passe à proximité immédiate de la gare de Fontaine-Michalon (ex-passage à niveau de la rue Mirabeau) mais sans la traverser ni la desservir.

Galerie de photographies
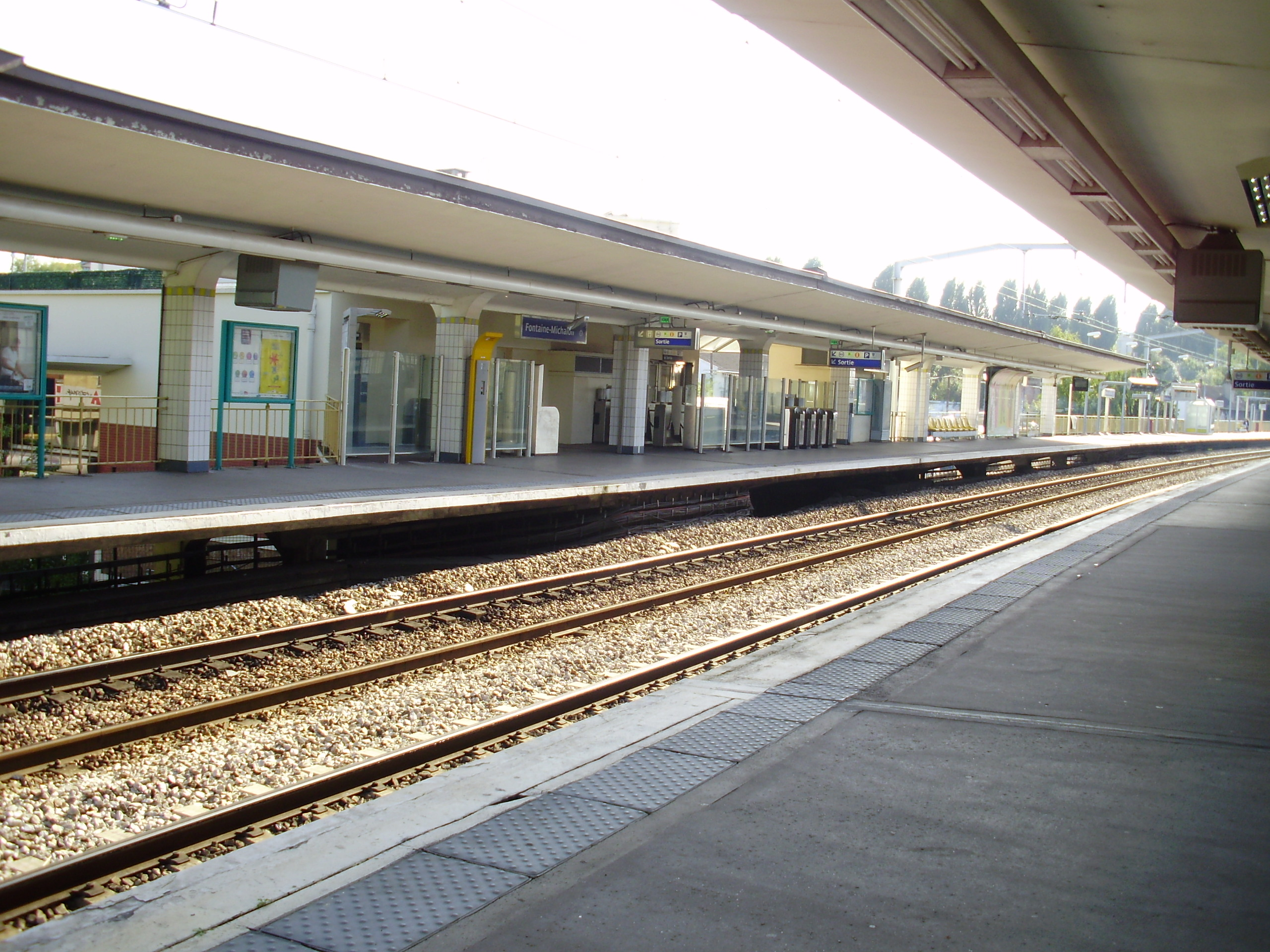
Vue du quai pour Saint-Rémy-lès-Chevreuse depuis le quai opposé.
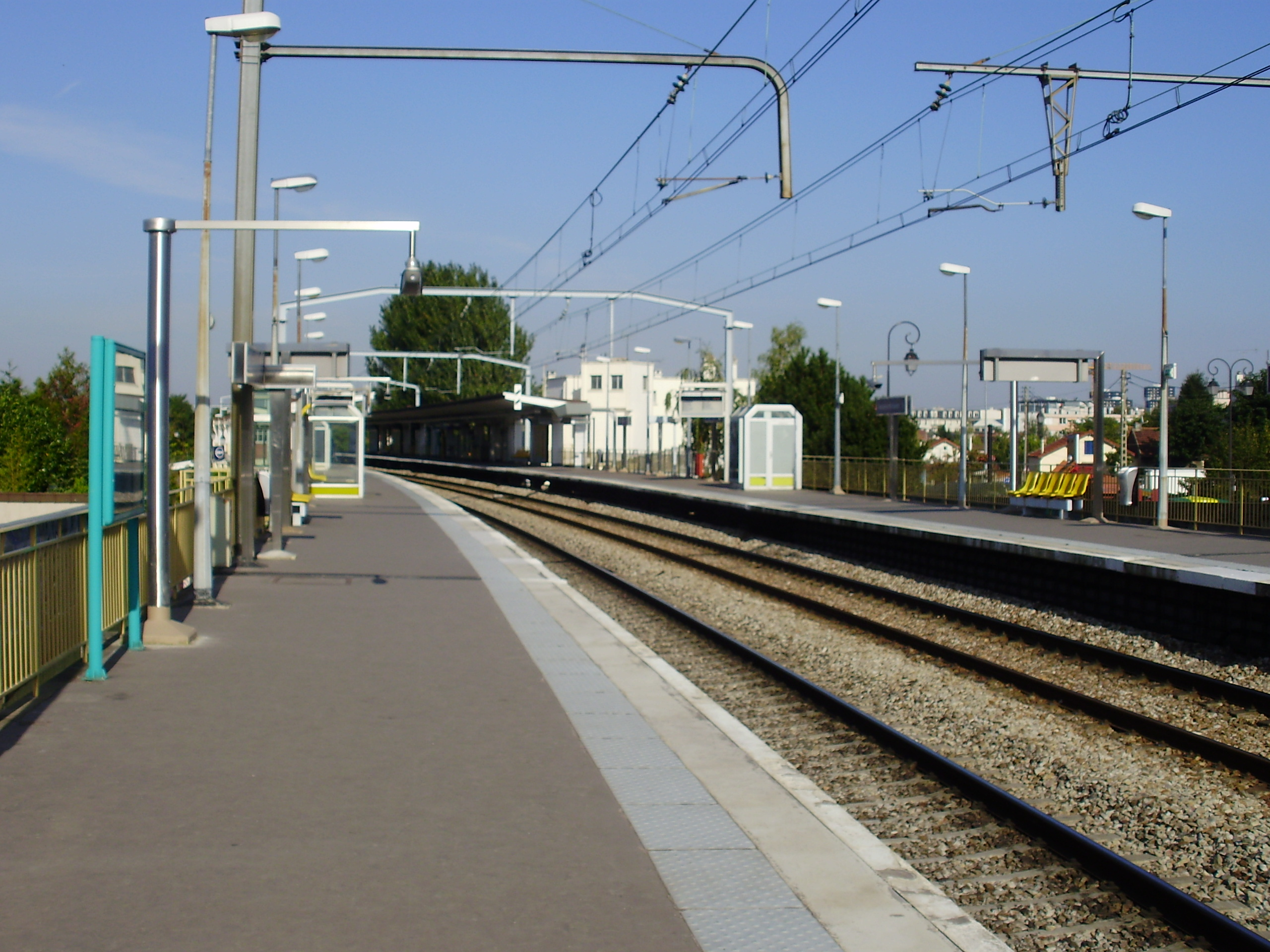
Vue des quais en regardant vers Aéroport CDG 2/Mitry - Claye.